# Nacht van Woerden
De Kiremko Nacht van Woerden is een veldrijwedstrijd georganiseerd in het Nederlandse Woerden. De wedstrijd wordt bij duisternis gereden. In het voorprogramma wordt jaarlijks een koppelcross gereden, waarbij eliterenners met elk een jeugdrenner een aflossingsrace rijden.

## Geschiedenis
Woerden kent een lange traditie van het organiseren van koersen. Vanaf 1974 werd de Profronde van Woerden gehouden. In aanloop naar het millennium werd ook een aantal losse veldritten voor de professionals op poten gezet. In het jaar 2000 maakte de organisatie definitief de overstap van de weg naar het veld.
In november 1996 werd er voor het eerst een topveldrit georganiseerd in Woerden. Adrie van der Poel zegevierde toen in zijn wereldkampioenstrui, voor Richard Groenendaal en Paul Herygers. In januari 1998 was Woerden de locatie van het NK veldrijden. Richard Groenendaal pakte de zege bij de heren elite (profs). Bij de veldrit in december 1999 won Maarten Nijland.
In het jaar 2000 begon men met een nieuwe traditie: de Nacht van Woerden. Voortaan werd de veldrit niet meer overdag verreden, maar 's avonds bij kunstlicht. De speciale sfeer wordt versterkt doordat deze cross niet ergens op het platteland wordt verreden, in een bos of een weiland, maar middenin het sfeervolle centrum van de stad Woerden. Daar is het in oktober een week lang feest, met de Koeiemart, de kermis en de Nacht. Het veldrijden in het donker werd jaren later overgenomen in het Vlaamse Diegem en de Amerikaanse stad Las Vegas.

## Erelijst

### Mannen
| Datum      | Klassement  | Categorie | Winnaar                                                                          | Tweede                                                                           | Derde                                                                            |
| ---------- | ----------- | --------- | -------------------------------------------------------------------------------- | -------------------------------------------------------------------------------- | -------------------------------------------------------------------------------- |
| 22/10/2024 | Losse cross | C2        | Lars van der Haar                                                                | Michael Vanthourenhout                                                           | David Haverdings                                                                 |
| 24/10/2023 | Losse cross | C2        | Lars van der Haar                                                                | Laurens Sweeck                                                                   | Pim Ronhaar                                                                      |
| 25/10/2022 | Losse cross | C2        | Lars van der Haar                                                                | Quinten Hermans                                                                  | Ryan Kamp                                                                        |
| 20/10/2020 | Losse cross | C2        | Afgelast vanwege coronapandemie                                                  | Afgelast vanwege coronapandemie                                                  | Afgelast vanwege coronapandemie                                                  |
| 22/10/2019 | Losse cross | C2        | Lars van der Haar                                                                | Joris Nieuwenhuis                                                                | Felipe Orts                                                                      |
| 23/10/2018 | Losse cross | C2        | Lars van der Haar                                                                | Corné van Kessel                                                                 | Joris Nieuwenhuis                                                                |
| 24/10/2017 | Losse cross | C2        | Lars van der Haar                                                                | David van der Poel                                                               | Corné van Kessel                                                                 |
| 25/10/2016 | Losse cross | C2        | Lars van der Haar                                                                | Stan Godrie                                                                      | Dieter Vanthourenhout                                                            |
| 20/10/2015 | Losse cross | C2        | Lars van der Haar                                                                | Marcel Meisen                                                                    | Stan Godrie                                                                      |
| 21/10/2014 | Losse cross | C2        | Thijs van Amerongen                                                              | Lars van der Haar                                                                | Corné van Kessel                                                                 |
| 22/10/2013 | Losse cross | C2        | Marcel Meisen                                                                    | Mike Teunissen                                                                   | Bart Aernouts                                                                    |
| 23/10/2012 | Losse cross | C2        | Bart Aernouts                                                                    | Bart Wellens                                                                     | Dieter Vanthourenhout                                                            |
| 25/10/2011 | Losse cross | C2        | Bart Aernouts                                                                    | Lars van der Haar                                                                | Dieter Vanthourenhout                                                            |
| 26/10/2010 | Losse cross | C2        | Tom Meeusen                                                                      | Bart Aernouts                                                                    | Gerben de Knegt                                                                  |
| 20/10/2009 | Losse cross | C2        | Sven Nys                                                                         | Gerben de Knegt                                                                  | Thijs Al                                                                         |
| 21/10/2008 | Losse cross | C2        | Klaas Vantornout                                                                 | Lars Boom                                                                        | Thijs Al                                                                         |
| 23/10/2007 | Losse cross | C2        | Erwin Vervecken                                                                  | Christian Heule                                                                  | Richard Groenendaal                                                              |
| 2006       |             |           | Geen editie, vanwege de focus op de Nederlandse kampioenschappen veldrijden 2007 | Geen editie, vanwege de focus op de Nederlandse kampioenschappen veldrijden 2007 | Geen editie, vanwege de focus op de Nederlandse kampioenschappen veldrijden 2007 |
| 25/10/2005 | Losse cross | C2        | Richard Groenendaal                                                              | Erwin Vervecken                                                                  | Eddy van IJzendoorn                                                              |
| 2004       | Losse cross |           | Sven Nys                                                                         | Erwin Vervecken                                                                  | Camiel van den Bergh                                                             |
| 2003       | Losse cross |           | Bart Wellens                                                                     | Ben Berden                                                                       | Peter Van Santvliet                                                              |
| 2002       | Losse cross |           | Richard Groenendaal                                                              | Bart Wellens                                                                     | Sven Nys                                                                         |
| 2001       | Losse cross |           | Bart Wellens                                                                     | Sven Nys                                                                         | Erwin Vervecken                                                                  |
| 2000       | Losse cross |           | Erwin Vervecken                                                                  | Mario De Clercq                                                                  | Tom Vannoppen                                                                    |

### Vrouwen
| Datum      | Klassement  | Categorie | Winnaar                         | Tweede                          | Derde                           |
| ---------- | ----------- | --------- | ------------------------------- | ------------------------------- | ------------------------------- |
| 22/10/2024 | Losse cross | C2        | Lucinda Brand                   | Marie Schreiber                 | Fem van Empel                   |
| 24/10/2023 | Losse cross | C2        | Fem van Empel                   | Manon Bakker                    | Zoe Bäckstedt                   |
| 25/10/2022 | Losse cross | C2        | Kata Blanka Vas                 | Marianne Vos                    | Puck Pieterse                   |
| 20/10/2020 | Losse cross | C2        | Afgelast vanwege coronapandemie | Afgelast vanwege coronapandemie | Afgelast vanwege coronapandemie |
| 22/10/2019 | Losse cross | C2        | Maud Kaptheijns                 | Laura Verdonschot               | Inge van der Heijden            |
| 23/10/2018 | Losse cross | C2        | Marianne Vos                    | Ellen Van Loy                   | Lucinda Brand                   |
| 24/10/2017 | Losse cross | C2        | Helen Wyman                     | Ellen Van Loy                   | Ceylin Alvarado                 |
| 25/10/2016 | Losse cross | C2        | Lucinda Brand                   | Alice Maria Arzuffi             | Maud Kaptheijns                 |
| 20/10/2015 | Losse cross | C2        | Pavla Havlíková                 | Ellen Van Loy                   | Sanne van Paassen               |
| 21/10/2014 | Losse cross | C2        | Ellen Van Loy                   | Katherine Compton               | Helen Wyman                     |
| 22/10/2013 | Losse cross | C2        | Marianne Vos                    | Katherine Compton               | Helen Wyman                     |
| 23/10/2012 | Losse cross | C2        | Sanne van Paassen               | Helen Wyman                     | Sanne Cant                      |
| 25/10/2011 | Losse cross | C2        | Daphny van den Brand            | Helen Wyman                     | Lucie Chainel-Lefèvre           |
| 26/10/2010 | Losse cross | C2        | Daphny van den Brand            | Sanne van Paassen               | Helen Wyman                     |